# Радбод Утрехтский
Радбод (нидерл. Radboud, Ratbod) (около 850 — 29 ноября 917, Отмарсум) — епископ Утрехта (899/900—917). Святой, почитаемый Римско-католической церковью (день памяти — 29 ноября).

## Биография

### Происхождение
Святой Радбод происходил из знатной франкской семьи. Его отцом был неизвестный по имени граф Ломмагау (современный Намюр), родственник членов влиятельного лотарингского рода Регинаридов. Отцом его матери, имя которой также не известно, был граф Герульф Старый, потомок короля фризов Радбода. Дядями святого Радбода по матери были архиепископ Кёльна Гюнтар, епископ Камбре Гильдуин, архиепископ Трира Титгауд и, возможно, граф Западной Фрисландии Герульф Младший, а тётей — Вальдрада.

### Ранние годы
С детства предназначенный своими родителями для церковной жизни, Радбод ещё ребёнком был отправлен на воспитание к своему дяде, архиепископу Гюнтару, пользовавшемуся большим почётом и уважением. Однако когда тот, поддерживая права своей сестры Вальдрады, вмешался в дело о разводе короля Лотарингии Лотаря II и был в 863 году лишён кёльнской кафедры, родители отдали Радбода в придворную школу короля Западно-Франкского государства Карла II Лысого. Здесь будущий святой под руководством своего наставника Манно стал одним из лучших учеников школы. Закончив обучение, Радбод поступил на службу в придворную капеллу короля западных франков. После смерти Карла II Лысого в 877 году он возвратился в родной Ломмагау, но затем уехал в Тур, вероятно, вступив как каноник в монастырь Святого Мартина, где светский аббат этой обители, Гуго, стал учителем Радбода в философии, диалектике и риторике.
О жизни Радбода в период между смертью Гуго Аббата (886 год) и его назначением на кафедру Утрехта (899/900 год) современные ему исторические источники ничего не сообщают, однако позднейшие агиографические сочинения говорят, что он был придворным императора Карла III Толстого, а впоследствии отказался от должности канцлера короля Лотарингии Цвентибольда, предпочтя ей сан каноника при кафедральном соборе Утрехта.

### Епископ Утрехта
В 900 году состоялась церемония интронизации Радбода как епископа Утрехта. Одни исторические источники считают его непосредственным преемником умершего в сентябре 899 года епископа Адальбольда I, другие ставят между ними епископа Эгильбальда, единственный раз упоминаемого в хартии короля Цвентибольда. Это объясняется, возможно, тем, что из-за своего недолгого управления кафедрой Эгильбальд не был включён в некоторые средневековые списки утрехтских епископов. Хотя избрание Радбода в епископы Утрехта было одобрено императором Арнульфом Каринтийским, оно первоначально было враждебно встречено местным духовенством и горожанами. Вероятно, Эгильбальд пользовался поддержкой утрехтцев, но после его смерти в сентябре 900 год Радбод смог беспрепятственно занять утрехтскую кафедру.
Подобно своим предшественникам, из-за полного разорения викингами Утрехта, своей резиденцией святой Радбод избрал Девентер. Отсюда он совершал многочисленные пастырские поездки по Утрехтской епархии, стараясь поддержать своих прихожан в эти трудные времена.
Вопреки тесным отношениям, которые связывали святого Радбода с двором короля Карла II Лысого, он не поддержал в 911 году переход Лотарингии под власть короля Западно-Франкского государства Карла III Простоватого и ещё в 914 году, получая дарственную хартию от короля Конрада I для своей епархии, называл правителя восточных франков своим повелителем. Примирение Радбода с Карлом III произошло только несколько лет спустя, возможно, в 916 году.
В 914/915 году святой Радбод совершил поездку в Рим, где принёс папе Иоанну X жалобу на графа Хамаланда Мегинхарда III, совершившего из-за личной неприязни к епископу Утрехта несколько нападений на владения его епархии. Причины такой враждебности графа к епископу точно не известны, но предполагается, что они были вызваны близким родством епископа Утрехта с графом Валдгером, убившим брата Мегинхарда. Иоанн X выступил посредником в этом споре и после его вмешательства разногласия между Радбодом и Мегинхардом III были устранены.
Во время своего епископства Радбод получил для своей епархии несколько дарственных хартий от различных монархов: император Арнульф Каринтийский и король Цвентибольд предоставили епископам Утрехта право полной власти над городом Девентер и его округой, а короли Конрад I и Карл III подтвердили все дары и права иммунитета, данный Утрехтской епархии предыдущими правителями, начиная с Карла Великого. Чтобы успешнее отстаивать права своего епископства на принадлежавшие ему владения, Радбод повелел составить картулярий, вероятно, первый подобный документ в этой епархии. Хотя материалы для этого собрания документов начали готовиться ещё при епископе Адальбольде I, большинство хартий были внесены в него во время управления епархией святым Радбодом.
«Житие Радбода» (лат. Vita Radbodi), составленное в 960-х годах, описывает епископа Утрехта как идеального прелата, наделённого многочисленными добродетелями и ещё при жизни доказавшего свою святость. Согласно этому источнику, Радбод был очень умерен в еде, пил только воду и всё то время, что возглавлял епископскую кафедру, продолжал носить монашескую одежду. Он сторонился общения со знатными светскими лицами и избегал придворной жизни. Считая, что убийство, даже на поле битвы, противоречит божественным законам, он, в отличие от многих других прелатов, добился от монархов для себя права не участвовать в военных походах. Житие приписывает Радбоду дар божественного предвидения: за три года до своей смерти он уже знал её точную дату и имя своего преемника на кафедре, а также предсказал, что правители восточных франков получат императорскую корону в Риме. Житие говорит, что к своей пастве он был добросердечен и благотворителен, а с врагами церкви и язычниками — бескомпромиссен и твёрд.

### Литературная деятельность
Получив в юности блестящее образование, святой Радбод был одним из наиболее выдающихся деятелей Каролингскоего возрождения, живших на территории современных Нидерландов. Он написал несколько агиографических, исторических и поэтических сочинений. Среди них:
- «Краткая хроника Радбода» (лат. Radbodi Breve Chronicon) — краткие заметки о событиях 900 года
- «Проповедь святого Радбода о святом Свитберте» (лат. Sermo S. Radbodi de S. Switberto)
- «Житие святой девы Христовой Амальберги» (лат. De vita S. virgin Christi Amalbergae)
- «Гомилия святого Радбода о святом Лебуине»(лат. Homilia S. Radbodi de sancto Lebwino)
- «Стихи Радбода» (лат. Radbodi Carmina)[11]

### Смерть
Святой Радбод неожиданно скончался 29 ноября 917 года в Отмарсуме, куда он заехал, направляясь в Дренте. Тело епископа было первоначально погребено в местной церкви, но 25 июня 918 года ученик Радбода и его преемник на кафедре Утрехта, Балдерик, торжественно перенёс останки своего учителя в Девентер и похоронил их в храме, основанном святым Лебуином.

### Посмертное почитание
Уже при епископе Балдерике в Утрехтской епархии началось почитание Радбода как святого и между 962 и 965 годами было составлено «Житие Радбода» (лат. Vita Radbodi). Вскоре его культ распространился на всю территорию современных Нидерландов. Впоследствии святость этого епископа Утрехта признала и вся Римско-католическая церковь. Имя Радбода внесено в «Римский мартиролог», в соответствии с которым католики празднуют день памяти святого 29 ноября, в годовщину его смерти. В Утрехтской епархии память святого епископа отмечают также 25 июня и 8 ноября. В иконографии атрибутами Радбода являются детали епископского облачения — риза и митра, а также посох. Святому посвящены несколько церквей. Также в 1923 году его именем был назван университет в городе Неймеген.
Реликвии святого Радбода были спасены во время Реформации и Нидерландской революции и в настоящее время большинство из них находятся в церкви города Девентер, а часть в Ассене.